# Kevin Connolly
Kevin Connolly (New York, 5 maart 1974) is een Amerikaans acteur en regisseur. Hij werd voor zijn rol als Eric Murphy in de televisieserie Entourage in 2009 genomineerd voor een Golden Globe en eerder in 2004 al voor een Satellite Award. Eerder behoorde Connolly tot de vaste cast van Unhappily Ever After (1995-99). Hij maakte zijn filmdebuut in Rocky V (1990).
In 2007 verscheen Connolly's debuutfilm als regisseur toen Gardener of Eden in première ging. Hij deed eerder regie-ervaring op door een aantal afleveringen van Unhappily Ever After te verzorgen en in 2003 de korte film Whatever We Do te maken.

## Filmografie

### Film

#### Als acteur
- Krazy House (2024) - Jesus
- Entourage (2015) - Eric Murphy
- Reach Me (2014) - Roger
- Hotel Noir (2012) - Vance
- Secretariat (2010) - Bill Nack
- The Ugly Truth (2009) - Jim
- He's Just Not That Into You (2009) - Conor Barry
- The Check Up (2005) - Mike
- The Notebook (2004) - Fin
- Antwone Fisher (2002) - Slim
- John Q (2002) - Steve Maguire
- Devious Beings (2002) - Casey
- Sam's Circus (2001, televisiefilm) - Cpl John 'Little Sarge' Rather
- Don's Plum (2001) - Jeremy
- Up, Up, and Away! (2000, televisiefilm) - Malcolm
- Tyrone (1999) - Sam Adams
- Sub Down (1997) - Petty Officer Holliday
- Angus (1995) - Andy
- Locals (1994, televisiefilm)
- The Beverly Hillbillies (1993) - Morgan Drysdale
- Alan & Naomi (1992) - Shaun Kelly
- Rocky V (1990) - Chickie

#### Als regisseur
- Gotti (2018)
- Dear Eleanor (2016)
- Gardener of Eden (2007)

### Televisie
*Exclusief eenmalige gastrollen
- The Oath - James Hoke (2019, twee afleveringen)
- Pitch - Charlie Graham (2016, vijf afleveringen)
- Friends with Better Lives  - Bobby (2014, dertien afleveringen)
- Entourage - Eric Murphy (2004-2011, 96 afleveringen)
- First Years - Joe (2001, vijf afleveringen)
- Unhappily Ever After - Ryan Malloy (1995-1999, honderd afleveringen)

- Biblioteca Nacional de España: XX5596940
- Bibliothèque nationale de France: cb156614087 (data)
- Gemeinsame Normdatei: 140388192
- International Standard Name Identifier: 0000 0001 1470 2124
- Library of Congress Control Number: no2003072223
- Nationale Bibliotheek van Tsjechië: xx0202113
- Nationale Bibliotheek van Israël: 987007434661405171
- LIBRIS: 397103
- Virtual International Authority File: 31687717
- WorldCat: E39PBJdRy8j96TqQCDWkmwB3wC